# لغة سوازي

لغة السوازي

سوازي أو لغة سوازي هي إحدى لغات البانتو والمُتحدثة في سوازيلاند وجنوب أفريقيا. يُقدر عدد متحدثي اللغة بثلاثة ملايين. يجري تعليم لغة السوازي في سوازيلاند وبعض المدارس الجنوب أفريقيّة في مبومالانجا.